# Maria Blom Cocke
Jenny Maria Blom Cocke, född den 5 maj 1961 i Kungsbacka, är en svensk sångerska, musiker och låtskrivare.

## Biografi
När hon var 19 år flyttade hon till Stockholm för att bli konstnär och gick på Nyckelviksskolan på Lidingö. Då hon spelade på en klubb i Stockholm uppmärksammades hon av Totta Näslund, som tog henne med på en turné i USA och runt om i Sverige. Sedan dess har hon medverkat på ett hundratal skivinspelningar, bland annat på turnéer och skivor med Ulf Lundell, Eldkvarn, Py Bäckman med flera. Hon har tre egna album: Closer (Diva, 1996), Ordinary Girl (Diva, 2005) och Miracle Land (Diva, 2009). 
Hon startade tillsammans med några musiker föreningen AMMOT, Artister och Musiker mot Tinnitus, 1999. Sedan dess är hon verksamhetsansvarig och arbetar även som projektledare för föreningen. Hon har "missionerat" kring hörsel och ljudsäkerhet i samband med konserter och musiklyssnande med mera. Hon har drivit flera prisbelönade projekt och uppmärksammats för sitt ljudmiljöarbete. Blom Cocke har själv tinnitus och ljudöverkänslighet efter sina år på rockscenen. 
Blom startade även Skivbolaget Diva tillsammans med sju andra sångerskor som en konstnärlig plattform för kvinnliga musiker som ett svar på en alltför mansstyrd musikbransch. Skivbolaget Diva har gett ut 22 fullängdsproduktioner och arrangerat otaliga konserter.  
2007 startade hon ett samarbete med barnmusikkompositören Tomas Hirdman som resulterade i flera utgivningar med barnmusik. Maria Blom Cocke har sedan turnerat med olika uppsättningar barnmusikteater kring temat hörsel, ljud och den utrotningshotade tystnaden. Huller om Buller, Ljudhjältarna, Tone och Ljudit med flera. Cirka 20 000 barn har fått ta del av de olika historierna om Hårcellen Ellen och de andra, och lära sig att ta hand om sin hörsel.